# 백리향

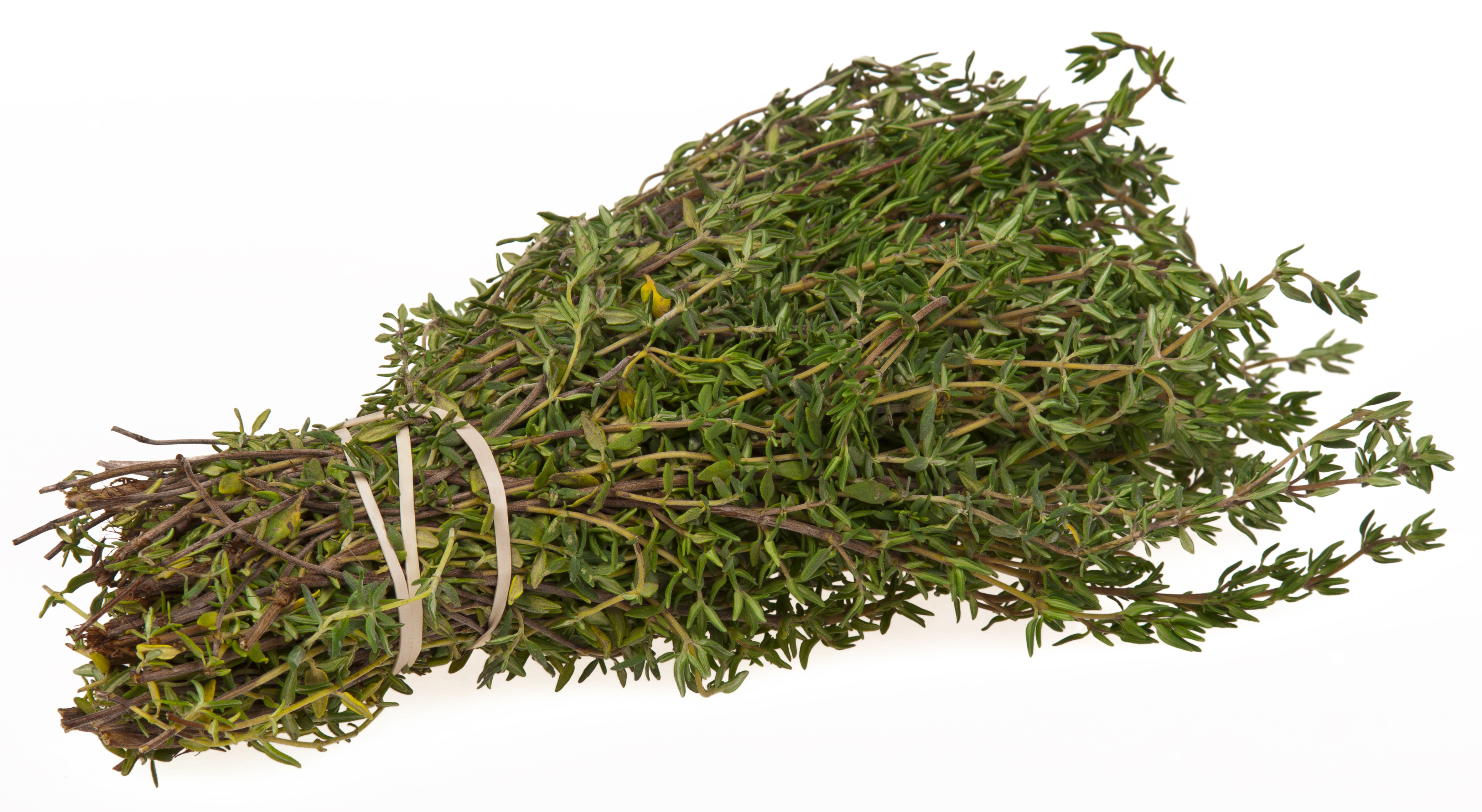
선백리향(T. vulgaris)

백리향(百里香) 또는 타임(영어: thyme)은 꿀풀과 백리향속(Thymus)에 속하는 허브를 일컫는다. 서양에서는 주로 타임(T. vulgaris)이 허브로 사용되며, 한국에서는 백리향(T. quinquecostatus)과 섬백리향(T. japonicus)을 약재나 요리에 쓰거나 차로 마신다.

## 쓰임새
유럽이나 미국 요리에 자주 쓰이며 고기, 생선, 채소요리에 주로 쓰인다. 생선 비린내와 육류의 잡냄새를 제거하고 음식의 향을 돋우는 데 사용되며 특히 지방이 많은 음식의 소화를 돕는다. 타임 종류는 100가지가 넘는데 그 중 요리에 쓰이는 것은 32종류 정도이다.

## 사진 갤러리

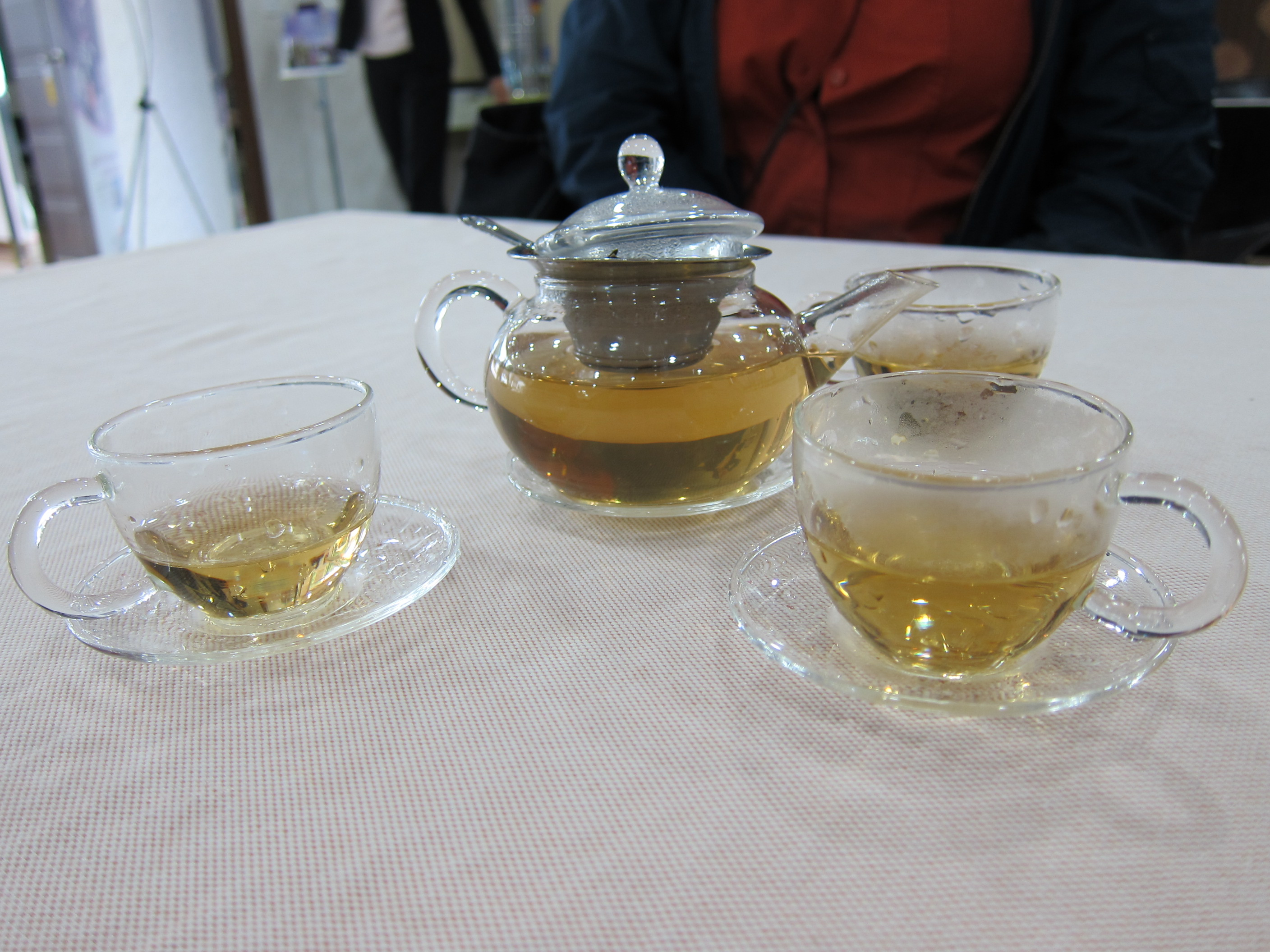
섬백리향차
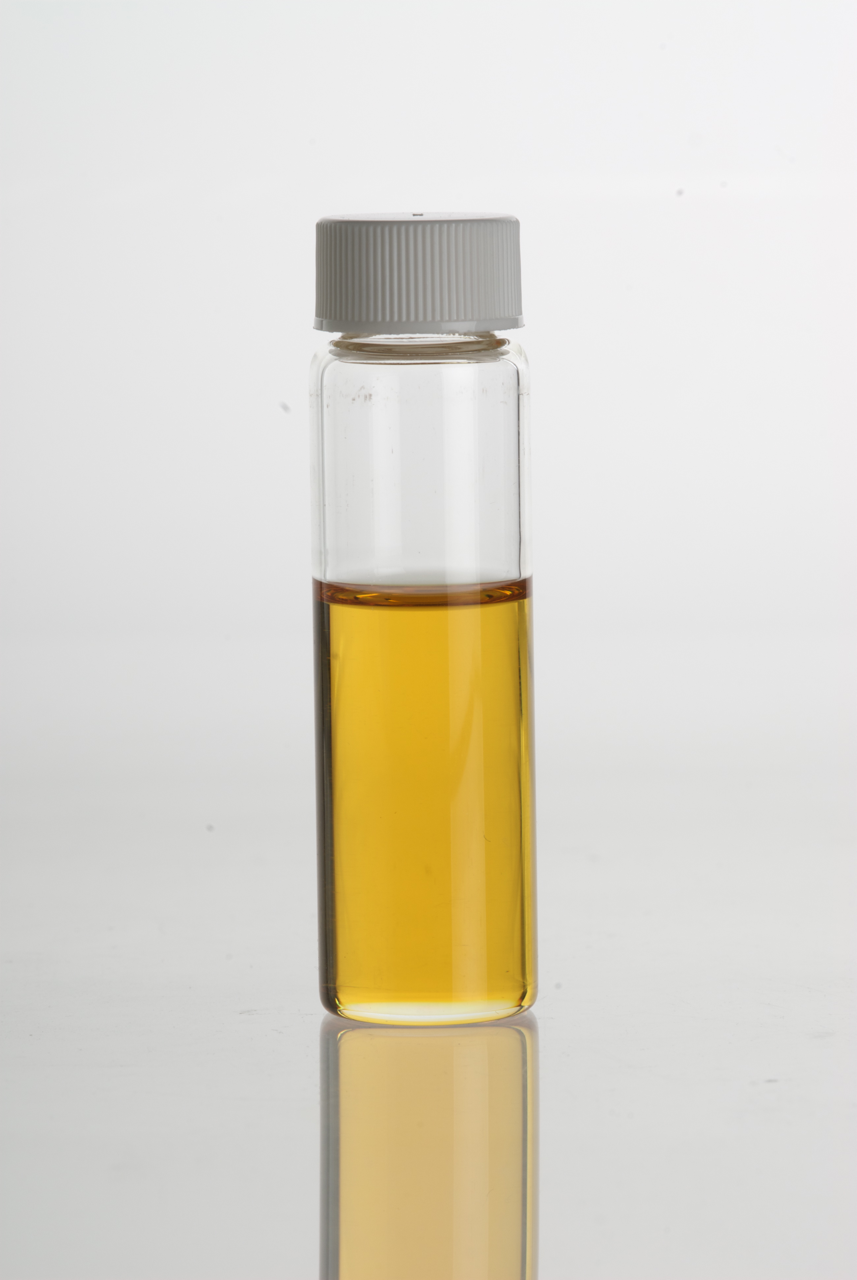
타임 이센셜 오일

## 같이 보기
- 오레가노
- 울릉 나리동 울릉국화와 섬백리향 군락